# Hans Normann Dahl
Hans Normann Dahl, född 7 oktober 1937 i Lørenskog i Akershus fylke, död 29 januari 2019, var en norsk målare, grafiker, tidningstecknare och illustratör. Han är känd för sina många färgrika, frodiga och romantiska bilder, ofta i en karikatyrartad och idylliserande stil.
Hans Normann Dahl har utbildning från Statens håndverks- og kunstindustriskole 1952-1957 och konstakademien i Warszawa 1965-1966. Han har tecknat för Dagbladet och andra tidningar, illustrerat en rad böcker och gjort grafik. Han har haft ett antal utställningar och mottagit flera priser för sina bokillustrationer. Hans Bilder är inköpta av bland annat Nasjonalgalleriet, Riksgalleriet, Bergen Billedgalleri, Stavanger Faste Galleri, Oslo Bys Kunstsamlinger, Nationalmuseum i Warszawa och staden Montréals fasta samlingar med flera.
Hans Normann Dahl har också arbetat som teckningslärare under många år. Han har undervisat på Statens håndverks- og kunstindustriskole, Statens Kunstakademi, Arkitekthøgskolen i Oslo och Den Nordiske malerskole på Île de Rè i Frankrike. Han äger och driver Mosebekkskolen i Oslo.
Hans Normann Dahl bodde i Asker.